# Flavio Nicolini
Flavio Nicolini (Santarcangelo di Romagna, 20 giugno 1924 – Santarcangelo di Romagna, 16 ottobre 2015) è stato uno sceneggiatore, scrittore e poeta italiano.

## Biografia
Si laurea in filosofia all'Università di Bologna nel 1955 con una tesi sul cinema educativo. 
Nei primi anni del dopoguerra dà vita, assieme ad altri giovani intellettuali santarcangiolesi (Tonino Guerra, Raffaello Baldini, Nino Pedretti, Gianni Fucci, Rina Macrelli), al sodalizio che in seguito divenne noto come E' circal de' giudéizi. Il gruppo anima la vita culturale del paese e promuove l'apertura al nuovo cinema realista e d'avanguardia, alla letteratura e alla poesia in romagnolo.
È stato assistente alla regia di Elio Petri (I giorni contati, 1961), aiuto regista di Michelangelo Antonioni (Il deserto rosso, 1963-64) e autore de Il diario dell'aiuto (Bologna, Cappelli, 1964) che registra l'esperienza sul set del film.
Svolge la professione di insegnante elementare fino al 1963. Si è occupato di disegno infantile e cinema per ragazzi con articoli sulle riviste «Emilia» e «Cinema nuovo»; ha sperimentato nuove tecniche educative assieme all'amico pittore Federico Moroni (un murale eseguito nel 1959/60 da una classe di Nicolini è ancora conservato nelle scuole elementari di Santarcangelo). Nel 1952 realizza il film per ragazzi La bambola, e, nel 1968, Arte per nulla, cortometraggio sull'esperienza educativa della scuola del Bornaccino, selezionato per la Mostra del cinema di Venezia. 
Lasciato l'insegnamento, a partire dalla metà degli anni sessanta e fino alla fine degli anni ottanta scrive per il cinema, e la Rai, sceneggiature di soggetto sociale e storico. Vengono portate sul set da registi quali Leandro Castellani, Dante Guardamagna, Silvio Maestranzi, Daniele D'Anza, Vittorio Cottafavi, Alberto Negrin, Sandro Cane, Gianni Serra, Vittorio De Sisti, Salvatore Nocita: si ricordano Vivere insieme, Il caso Dreyfuss, Il caso Evans, L'affondamento dell'Indianapolis, Una coccarda per il re, Bob Kennedy contro Jimmy Hoffa, Dedicato a una coppia, Sul filo della memoria, Dedicato a un medico (con Bruno Cirino), Cromwell, Ritratto di un dittatore (con Sergio Fantoni e Paolo Graziosi), Una coccarda per il re, Il giovane Freud (con Paolo Graziosi); Paolo e Francesca, Olga e i suoi figli (con Annie Girardot), Diventerò padre (interpretato da Gianni Morandi). Tra le sceneggiature di genere fantascientifico di grande successo Gamma, La traccia verde (con Paola Pitagora), ESP (con Paolo Stoppa).
Per la radio (RAI) Flavio Nicolini ha scritto Storia che va storia che viene, novelle radiofoniche sulla liberazione di Roma.
Si è sempre dedicato al disegno e ha illustrato testi propri e di altri.
È morto il 16 ottobre 2015 all'età di 91 anni.

## Pubblicazioni
Tra i romanzi e i racconti pubblicati: 
- La regina di Polonia (Rimini, Luisè, 1986);
- Da nessuna parte (Faenza, Mobydick, 1995),
- Doppia fucilazione (Bologna, Clueb, 1999);
- Maestro (Bologna, Clueb, 2001);
- Francesca (Faenza, Mobydick, 2004);
- 77 Illuminazioni poetiche (1954-2006), Introduzione e cura di Tiziana Mattioli, Rimini, Raffaelli, 2017.

Ha scritto sulla poesia dialettale di Santarcangelo le opere:
- Il monologo, il protagonista, la voce, saggio su Raffaello Baldini;
- Lettere per un'antologia di poeti in dialetto romagnolo.

È stato autore egli stesso di poesie in romagnolo, pubblicate dopo la sua morte.